# Stylobates calcifer
Stylobates calcifer — вид актиній родини Actiniidae. Описаний у 2022 році.

## Поширення
Ендемік Японії. Мешкає на тихоокеанському боці острова Кюсю. Виявлений у затоці Суруга та морі Кумано-Нада на глибині від 100 до 400 метрів.

## Спосіб життя
Stylobates calcifer має симбіотичні зв'язки з раком-відлюдником Pagurodofleinia doederleini. Актинія мешкає у верхній частині раковини рака-відлюдника. Харчується анемона зваженими частками органіки з товщі води або залишками їжі рака. Натомість рак отримає захист від ворогів завдяки жалким щупальцям актинії.